# Грабчаковий ліс
Грабчако́вий ліс — ботанічна пам'ятка природи місцевого значення в Україні. Об'єкт природно-заповідного фонду Житомирської області. 
Розташована в межах Коростишівського району Житомирської області, на землях, підпорядкованих ДП «Коростишівський лісгосп АПК» (кв. 1, вид. 10, 13). 
Площа 19,8 га. Статус отриманий у 2003 році. Перебуває у віданні ДП «Коростишівський лісгосп АПК». 
Статус надано для збереження масиву нехарактерних для Полісся грабових насаджень. Багата орнітофауна, є виходи корінних покладів лабрадориту, а також напівзруйноване давньоруське поселення.